# District de Raipur
Le district de Raipur (hindi : रायपुर जिला) est un district  de l'état du Chhattisgarh en Inde.

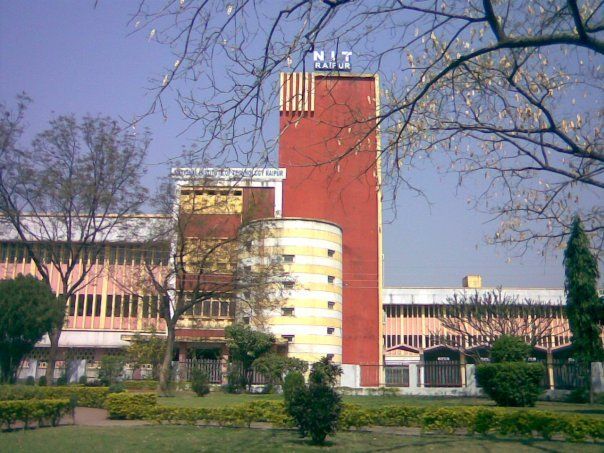
Le NIT de Raipur.

## Description
Au recensement de 2011, sa population compte 4 063 872 habitants pour une superficie de 12 383 km2.
Son chef-lieu est la ville de Raipur. 